# American Whiskey Trail
L'American Whiskey Trail è un'iniziativa culturale e turistica del Distilled Spirits Council in cooperazione con la storica Mount Vernon plantation. 
Si occupa di turismo educativo nella storia e cultura delle distillerie degli Stati Uniti

## Storia
Il Whiskey ed altri distillati come ad esempio il rum hanno avuto un importante ruolo sia nelle colonie americane che negli attuali Stati Uniti d'America. Sin dal 1657 era operativa a Boston una distilleria di rum il cui successo fece dell'industria della distillazione la più prospera della colonia del New England.Quando l'embargo imposto dagli inglesi proibì l'importazione di zucchero e melassa, la produzione di rum crollò drasticamente tanto da dover trovare un sostituto a questo distillato: la risposta fu trovata nel whisky.Anche dopo la rivoluzione, il whisky rimase un'ottima via per esaurire il surplus dei granaglie generato dall'espansione della "corn belt" nel Kentucky ed Ohio. Una tassa imposta sul whisky, sfociò nel 1794 nella Ribellione del Whisky (Whiskey Rebellion) stroncata dai soldati agli ordini del presidente George Washington. Alla fine della sua carriera presidenziale, Washington diventò probabilmente il più grande distillatore degli Stati Uniti Dal 1810, ci sono almeno 2.000 distillerie che producono oltre 2.000.000 di galloni di whisky.

## Il percorso
L'American Whiskey Trail consiste in un percorso attraverso siti storici e distillerie in attività aperte al pubblico:
- George Washington Distillery Museum, a Mount Vernon (Virginia)
- Fraunces Tavern Museum di Manhattan (New York)
- Gadsby's Tavern Museum, ad Alexandria (Virginia)
- Woodville Plantation, di Bridgeville (Pennsylvania)
- Oscar Getz Museum of Whiskey, di Bardstown
- West Overton Museums, a Scottdale (Pennsylvania)
- Oliver Miller Homestead, di South Park (Pennsylvania)

Distillerie in attività aperte al pubblico:
- Jim Beam, a Clermont (Kentucky)
- Maker's Mark, di Loretto (Kentucky)
- Wild Turkey, di Lawrenceburg (Kentucky)
- Woodford Reserve, di Versailles (Kentucky)
- George Dickel, di Tullahoma (Tennessee)
- Jack Daniel's, di Lynchburg (Tennessee)

Sono inoltre incluse due distillerie di rum:
- Bacardi, a Cataño (Porto Rico)
- Cruzan, a Saint Croix (Isole Vergini Americane)

I siti che compongono il percorso possono essere visitati in qualsiasi ordine.